# زوجات وبنات
زوجات وبنات رواية لإليزابيث غاسكل، نشرت في 1864. ماتت غاسكل ولم تكن الرواية منتهية بعد، كتب آخر جزء من الرواية فريدريك غرينوود. تدور أحداث القصة عن مولي جيبسون، الابنة الوحيدة للطبيب الأرمل.

## ملخص الرواية
تبدأ الرواية بالصغيرة مولي جيبسون، التي قام بتربيتها أبوها الأرمل، وهي تزور «البيت الكبير». مولي تشعر بالتعب، لذا يبعثوها لترتاح في غرفة المربية كلاير، التي تعمل ضجة حول مساعدتها لمولي، وفي الحقيقة هي لا تهتم لمولي أبدا. يمر المساء وتبقى مولي نائمة في الغرفة، وعندما تستيقظ تجد أن جميع الضيوف رحلوا وأنها ستنام الليل في ذلك البيت. تقلق الفتاة الصغيرة ولكن يأتي أبوها ويأخذها لمنزلهم.
بعد سبع سنين، مولي تكبر لتصبح فتاة جميلة، ويقع في حبها أحد المتدربين لدى أباها الطبيب. وعندما يكتشف أبوها ذلك يبعث مولي لتعيش عند آل هاملي لفترة من الزمن. تجد مولي نفسها في رعاية امراة مثقفة وتعتبرها مثل ابنتها. لدى آل هاملي ولدين. الولد الكبير اسمه «أوزبورن» وهو شاب جميل، لديه مستقبل في جامعة كامبريدج. والولد الآخر «روجر» المهتم بالطبيعة ويجعل مولي تهتم بالحيوانات والحشرات. تدرك مولي بأنها لن تتزوج أحد الشابين من عائلة آل هاملي، لأن العائلة تعتبر من أهم العائلات وهي مجرد ابنة طبيب. لذا تعتبر الشابين أخوين لها. أثناء إقامتها لدى آل هاملي، يأتي أباها لزيارتها ويخبرها بأنه سيتزوج. مولي تتفاجئ بهذا الخبر ولكن تدرك أن لا حيلة لها سوى أن تتقبل الأمر. يتزوج أبوها من المربية كلاير، التي تحضر ابنتها معها ويعيشان مع آل جيبسون. ابنة المربية اسمها «سينثيا» وهي فتاة جميلة، يقع في حبها أي شاب يلتقي بها. تصبح هي ومولي صديقات حميمات. وهكذا تتصاعد الأحداث حيث يخطب روجر سينثيا، وتقع في حبه مولي. ولكن في حقيقة الأمر سينثيا لا تحب روجر، مولي تقلق كثيرا على روجر لأنها تعتقد أن روجر لا يستحق سينثيا فهو شاب مثقف، وهكذا تدور الأحداث مع سر زواج «أوزبورن» بفتاة فرنسية وسر «سينثيا» مع السيد برستون.
عد سبع سنوات، توصف مولي بأنها شابة جذابة وغير دنيوية إلى حد ما، مما يثير اهتمام أحد المتدربين لدى والدها، السيد كوكس. يكتشف جيبسون العاطفة السرية للشاب ويرسل مولي للبقاء مع عائلة (هامليز أوف هاملي هول)، وهي عائلة من طبقة النبلاء يُزعم أنها تعود إلى الهيكل القبلي ولكن ظروفها الآن تقلصت. تربط مولي ارتباطًا وثيقًا بالسيدة هاملي، التي تحتضنها وهي ابنة. تصادق مولي أيضًا روجر الأصغر من أبناء هاملي. تدرك مولي أنها، بصفتها ابنة رجل محترف، لن تعتبر مناسبة لأبناء سكوير هاملي. من المتوقع أن يعقد الابن الأكبر أوزبورن زواجًا رائعًا بعد مسيرة مهنية ممتازة في كامبريدج: إنه وسيم وذكي وعصري أكثر من أخيه. ومع ذلك، فقد كان أداؤه في الجامعة ضعيفًا، مما حطم قلوب والديه.
أثناء غياب مولي عن المنزل، يفكر السيد جيبسون في زواج ثان. إنه يتوقع أن يحسن الزواج من راحته المنزلية ويوفر لمولي شخصية أم لحمايتها من التأثيرات مثل السيد كوكس. يجد الآنسة كلير متوافقة بشكل مثالي مع متطلباته ويتذكر لطفها الواضح مع مولي منذ سنوات عديدة. تتذكرها مولي من مقابلتها السابقة وليس لديها سوى القليل من الحب. من أجل والدها، تبذل قصارى جهدها للتواصل مع زوجة أبيها الأنانية والطموحة اجتماعيًا، لكن المنزل ليس دائمًا سعيدًا. ومع ذلك، تجد مولي حليفًا في أختها الجديدة، سينثيا، التي تبلغ تقريبًا نفس عمر مولي. لكن الفتاتان كانا على النقيض من ذلك. سينثيا أكثر دنيوية وتمردًا من مولي، وهي ساذجة ومربكة بعض الشيء. تلقت سينثيا تعليمها في فرنسا، وأصبح من الواضح تدريجيًا أنها وأمها لديهما أسرار في ماضيهما، بما في ذلك وكيل الأراضي من المنزل العظيم، السيد بريستون، الذي يشاع أنه مقامر ووغد.
بينما تستمر مولي في التردد على قاعة هاملي، تكتشف بالصدفة سرًا عظيمًا: تزوج أوزبورن من أجل الحب، من خادمة فرنسية كاثوليكية فرنسية سابقة في الحضانة، إيمي، التي أسسها في كوخ سري لأنه مقتنع بأن والده لن يفعل أبدًا قبول أنيميه كزوجة لابنه، فإن فشل أوزبورن هاملي في الجامعة يجعل مرض والدته المريضة أسوأ ويوسع الفجوة بينه وبين والده، والتي تتضخم بسبب الديون الكبيرة التي تراكمت على أوزبورن في الحفاظ على زوجته السرية. تموت السيدة هاملي، ويبدو أن الخرق بين المربع وابنه الأكبر لا يمكن إصلاحه. يواصل الابن الأصغر روجر العمل الجاد في الجامعة ويكتسب في النهاية الأوسمة والمكافآت التي كان يتوقعها لأخيه. تحاول السيدة جيبسون دون جدوى ترتيب زواج بين سينثيا وأوزبورن، حيث تشمل تطلعاتها أن تكون لها ابنة متزوجة من طبقة نبلاء. ومع ذلك، فضلت مولي دائمًا حس روجر الجيد وشخصيته المشرفة وسرعان ما تقع في حبه. لسوء الحظ، يقع روجر في حب سينثيا وعندما سمعت السيدة جيبسون أن أوزبورن قد يكون مصابًا بمرض مميت، بدأت في الترويج للمباراة. قبل أن يغادر روجر في رحلة استكشافية علمية لمدة عامين إلى إفريقيا، طلب يد سينثيا ووافقت، على الرغم من إصرارها على أن تظل مشاركتهم سرية حتى عودة روجر. مولي حزينة، وتكافح مع حزنها ومعرفتها أن سينثيا تفتقر إلى المودة تجاه روجر.
تكشف سينثيا لمولي أنه قبل عدة سنوات، عندما كانت في الخامسة عشرة من عمرها، وعدت نفسها للسيد بريستون بعد الحصول على قرض قيمته 20 جنيهاً كانت بحاجة إليه لارتداء فستان الحفلة. لا يزال السيد بريستون مهووسًا بسينثيا، لكنها تكرهه وتخافه بسبب السلطة التي يتمتع بها عليها (أي الرسائل التي كتبتها إليه في هذه الفترة تتعهد فيه بالزواج منه). تتدخل مولي نيابة عن سينثيا وتمكنت من إنهاء الارتباط واستعادة الرسائل. ومع ذلك، فإن هذا يثير شائعات بأنها متورطة مع بريستون نفسها، مما يجعلها موضوع ثرثرة خبيثة. يؤدي هذا إلى مشهد عاطفي يكتشف فيه كل من الدكتور جيبسون والسيدة جيبسون تورط سينثيا مع السيد بريستون

## وصلات خارجية
- زوجات وبنات على موقع الموسوعة البريطانية (الإنجليزية)

- http://www.online-literature.com/elizabeth_gaskell/wives_daughters/
- http://www.19thnovels.com/wivesanddaughters.php